# Litoria bulmeri
Litoria bulmeri är en groddjursart som först beskrevs av Tyler 1968.  Litoria bulmeri ingår i släktet Litoria och familjen lövgrodor. IUCN kategoriserar arten globalt som otillräckligt studerad. Inga underarter finns listade i Catalogue of Life.